# Bariandita
La bariandita és un mineral de la classe dels òxids, que pertany al grup de la straczekita. Rep el nom en honor del Dr. Pierre Bariand (5 de maig de 1933, França), conservador de mineralogia de la Universitat de París.

## Característiques
La bariandita és un òxid de fórmula química Al0.6(V5+,V4+)₈O20·9H₂O. Va ser aprovada com a espècie vàlida per l'Associació Mineralògica Internacional l'any 1970. Cristal·litza en el sistema monoclínic.
Segons la classificació de Nickel-Strunz, la bariandita pertany a «04.HE: Filovanadats» juntament amb els següents minerals: melanovanadita, shcherbinaïta, hewettita, metahewettita, bokita, corvusita, fernandinita, straczekita, häggita, doloresita, duttonita i cavoïta.

## Formació i jaciments
Va ser descoberta a la mina Mounana, situada a la localitat de Franceville, a la província d'Haut-Ogooué, al Gabon. També ha estat descrita a la mina Ragra, al departament de Pasco (Perú), així com en alguns indrets dels estats nord-americans de Colorado i Utah.